# Ряпушка
Ряпушка (Coregonus albula) — риба з роду сиг родини лососевих. Інші назви «ріпус» та «кілець».

## Опис
Має великі і дрібні форми. Довжина дрібної форми ряпушки — 10-12 см при масі 50-70 г. Озерні форми більші сягають довжини 23-46 см і ваги у 1 кг. За формою ряпушка дещо схожа на оселедець. Тулуб сильно стисло з боків; нижня щелепа довша верхньої і має виїмку, в яку входить потовщений кінець верхньої щелепи. Рот маленький, верхній, нижня щелепа помітно виступає вперед і вгору, зубів на щелепах немає. У молоді, як правило, не буває поперечних темних смуг. Очі великі. Один спинний і один анальний плавець, всі плавці без колючих променів. Як у всіх сигових риб є жировий плавець. Має ніжну циклоідну луску, антедорсальну відстань більше 42% довжини тіла. Кількість хребців дорівнює 54-59, частіше 55-56. Три останніх хвостових хребця загнуті вгору, преуральний і уральний хребці не зливаються в один, кінцевий. Зябрових тичинок 35-58, частіше 40-44. Число лусок в бічній лінії 67-98. Пілоричних придатків 40-88. Колір спини сіро-блакитний, боки сріблясті, черево біле, спинний і хвостовий плавці сірі, решта білі або білуваті.

## Спосіб життя
Полюбляє озера, є й озерно-річкові форми. Типово прохідна форма відсутня. Велика ряпушка живе у великих і холодних озерах, часто на глибині 15 м і нижче. Віддає перевагу чистому піщаному або глинистому дну, тримається в озерах переважно на глибині, уникаючи дуже теплої води.
Веде пелагічний спосіб життя і живиться зоопланктоном. Основна їжа ряпушки складається переважно з дрібних ракоподібних (дафнії, циклопів та ін.), за якими ряпушка часто виходить зграями на малу глибину. Найбільш великі форми живляться не лише планктоном, але поїдають мізид і молодь риб.
Нерест припадає на осінньо-зимові місяці — з вересня до середини грудня, також відзначені риби з зимово-весняним ікрометанням (березень-квітень). Нерестовища розташовані на піщаних, піщано-галькових і кам'янистих ділянках на глибинах 3-20 м. Ікра дрібна, донна, близько 1 мм в діаметрі, світло-жовтого кольору, розвивається з осені до весни. Поява личинок відбувається зазвичай навесні, перед скресання криги. Личинки в перші дні мають змішане харчування, через 2 тижні переходять на зовнішнє живлення дрібними веслоногими і ракоподібними.
Тривалість життя сягає 7-10 років.

## Розповсюдження
Ареал охоплює басейни Північного, Балтійського, а також Баренцева і Білого морів. Зустрічається також у водоймах Ірландії і Великої Британії. Населяє річки і озера від Данії, півдня Норвегії та Швеції до Печори і Вашуткіних озер (Росія).